# Heilig Kreuz (Hildebrandshausen)

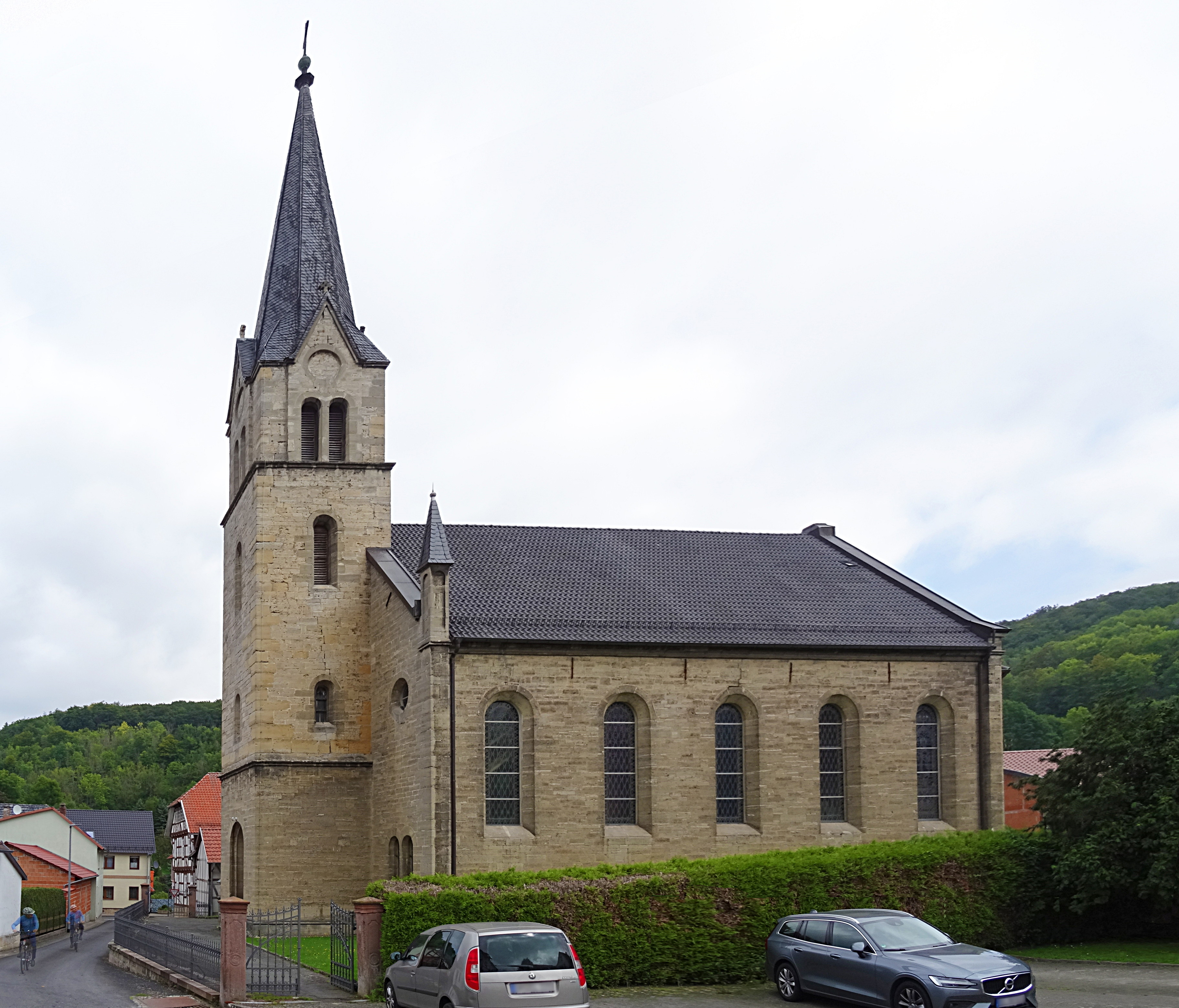
Römisch-Katholische Kirche Heilig Kreuz in Hildebrandshausen

Die römisch-katholische Filialkirche Heilig Kreuz steht in Hildebrandshausen im thüringischen Landkreis Eichsfeld. Sie ist Filialkirche der Pfarrei St. Anna Lengenfeld unterm Stein, mit der Pfarrkirche St. Mariä Geburt, im Dekanat Dingelstädt des Bistums Erfurt. Sie trägt das Patrozinium Heilig Kreuz.

## Geschichte
Die Vorgängerkirche mit dem Patrozinium Kreuzauffindung wurde 1713 gebaut. Die heutige Kirche wurde von 1866 bis 1868 als Ersatz für einen alten Vorgängerbau errichtet.
Am 29. Oktober 1866 wurde Hildebrandshausen, bis dahin eine Filiale von Lengenfeld, zur Pfarrei erhoben und der Grundstein für die Kirche gelegt. Die Benediktion wurde am 29. Dezember 1868 vollzogen und die Kirchweihe erfolgte am 28. Juni 1869 durch Bischof Konrad Martin.
Bis Ende 2004 gehörte die Filialgemeinde Heilig Kreuz Hildebrandshausen zur Pfarrei St. Martin Faulungen. Am 1. Januar 2005 wurde die Pfarrei St. Martin Faulungen aufgelöst. Hildebrandshausen und Faulungen sind seitdem Filialgemeinden der Pfarrei St. Mariä Geburt Lengenfeld unterm Stein. Die Pfarrei St. Mariä Geburt Lengenfeld unterm Stein wurde zum 1. Januar 2021 umbenannt in St. Anna Lengenfeld unterm Stein.

## Architektur

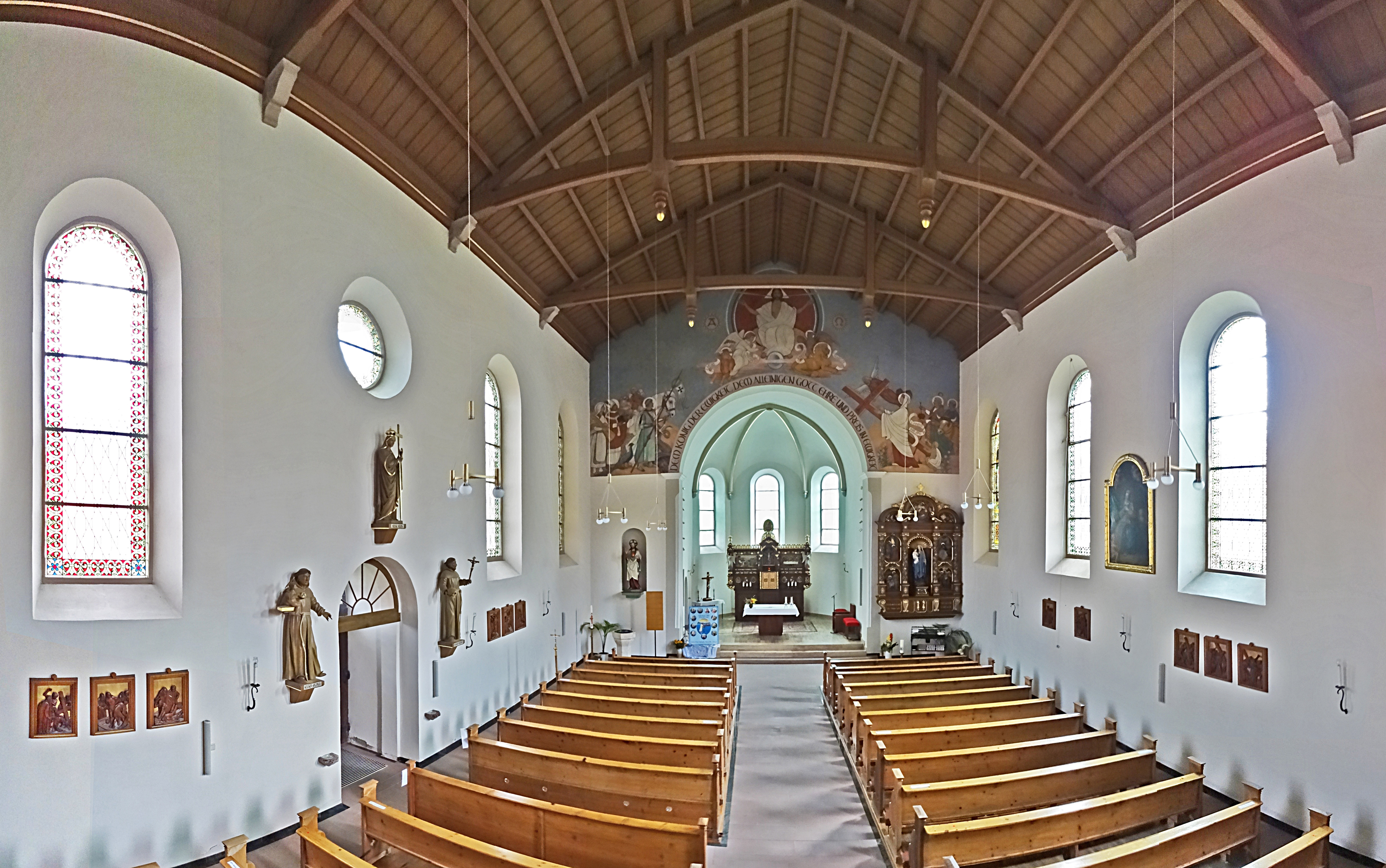
Innenansicht

Die Saalkirche wurde aus Bruchsteinen im neuromanischem Stil errichtet. Die Kirche ist geostet. Der Chor hat einen dreiseitigen Abschluss und ist schmaler als das Kirchenschiff. Der Kirchturm befindet sich am Westende der Kirche und hat einen Spitzhelm. Das Kirchenschiff hat einen offenen Dachstuhl und der Chor ein Kreuzrippengewölbe.

## Ausstattung
Der Seitenaltar ist der Mutter Gottes geweiht und wurde 1930 geschaffen. Der Beistuhl wurde 1915 erbaut. Im 17. Jahrhundert ist das Ölgemälde der schmerzhaften Mutter Gottes und Anfang des 15. Jahrhunderts die geschnitzte Marienstatue entstanden. Die Fenster im Kirchenschiff wurden 1909 von der Firma Hertel & Lersch angefertigt. Eines zeigt Maria und ein anderes die heilige Elisabeth von Thüringen. Auf dem Kirchhof befinden sich sieben Kreuzwegstationen von 1717.

## Orgel

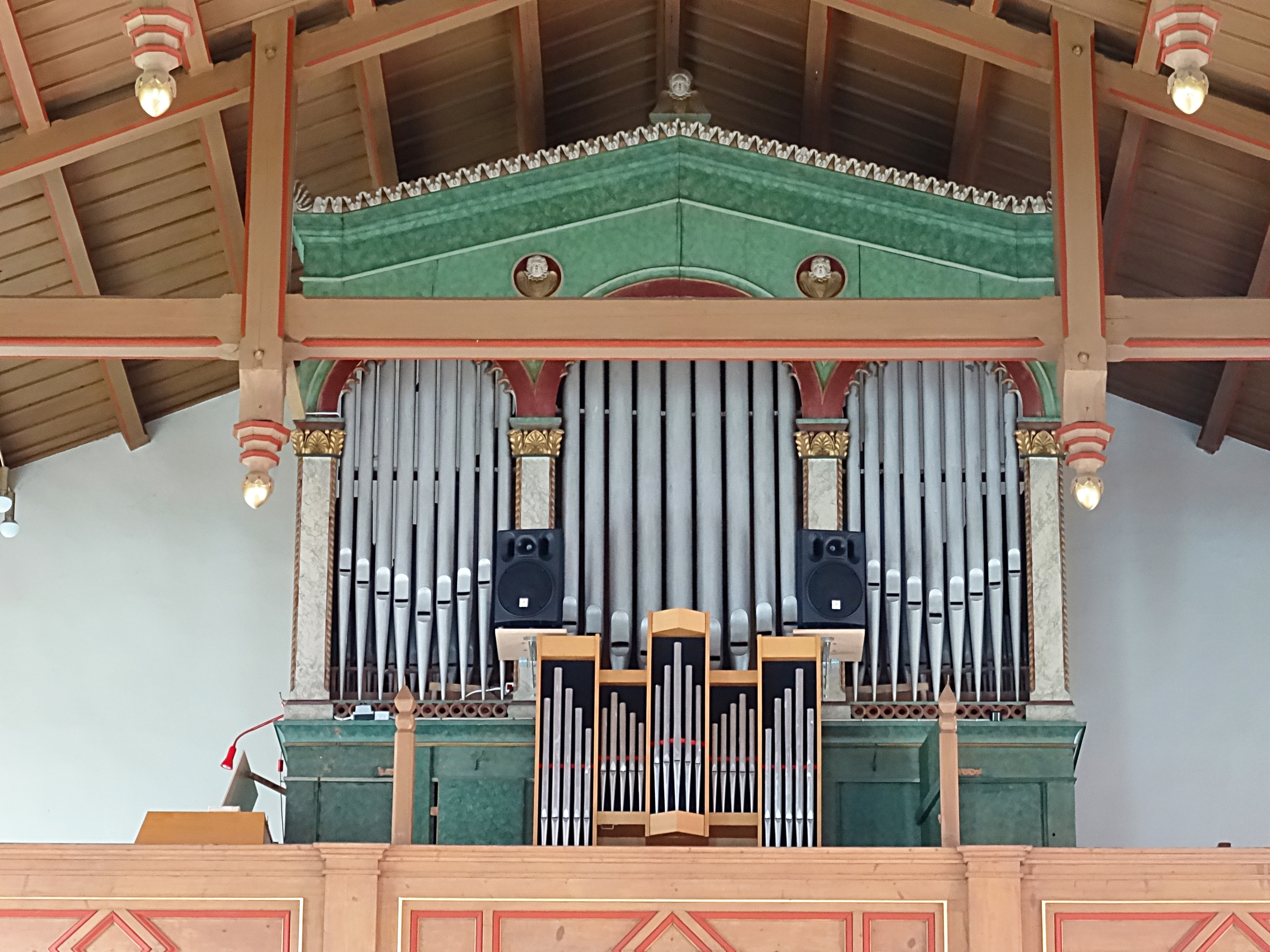
Knauf-Orgel

Die Orgel wurde 1868 von Gottlieb Knauf gebaut.